# 圣龙费尔
圣龙费尔（法語：Saint-Romphaire，法語發音：[sɛ̃ ʁɔ̃fɛʁ]）是法国芒什省的一个市镇，属于圣洛区。2016年，圣龙费尔与临近的3个市镇合并为新市镇布尔瓦莱。

## 地理
圣龙费尔（49°2'20"N, 1°6'21"W）面积9.97 平方千米，位于法国诺曼底大区芒什省，该省份为法国西北部沿海省份，西、北、东北三面环大西洋，东起顺时针与卡爾瓦多斯省、奧恩省、马耶讷省和伊勒-维莱讷省接壤。
与圣龙费尔接壤的市镇（或旧市镇、城区）包括：维尔河畔拉芒斯利耶尔、维尔河畔孔代、古法勒尔、勒梅尼勒奥帕克、勒梅尼勒拉乌勒、布尔瓦莱、特鲁瓦戈。

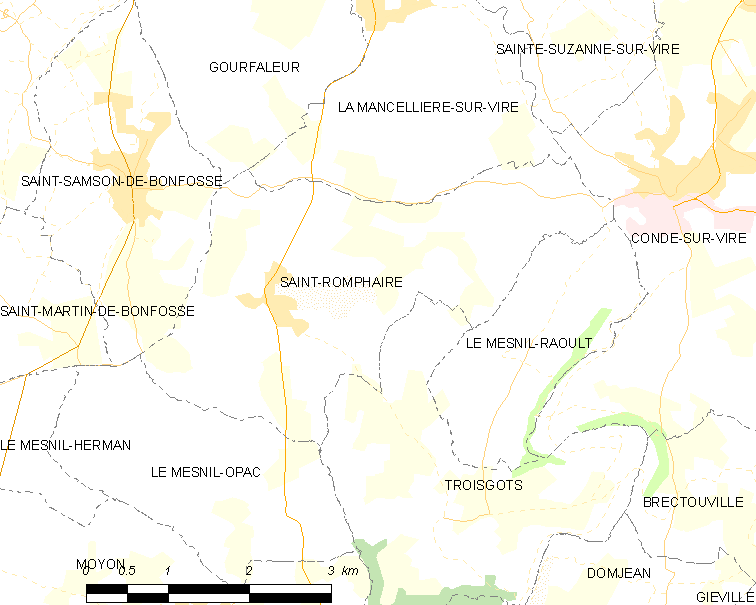
圣龙费尔的OSM定位图

圣龙费尔的时区为UTC+01:00、UTC+02:00（夏令时）。

## 行政
圣龙费尔的邮政编码为50750，INSEE市镇编码为50545。

## 政治
圣龙费尔所属的省级选区为圣洛第二县。

## 人口

1962-2008年间圣龙费尔人口变化图示

圣龙费尔于2018年1月1日时的人口数量为760人。